# Pimpinone
Pimpinone, TWV 21:15, es una ópera cómica en 3 partes y 11 números, con música de Georg Philipp Telemann y libreto en alemán de Johann Philipp Praetorius, sobre el texto precedente de Pietro Pariati. Se estrenó en la Theater am Gänsemarkt de Hamburgo, el 27 de septiembre de 1725, como un breve alivio entre los actos de la adaptación que Telemann hizo de la ópera seria Tamerlano de Händel. 
Su título completo es Die Ungleiche Heirat zwischen Vespetta und Pimpinone oder Das herrsch-süchtige Camer Mägden (El matrimonio desigual entre Vespetta y Pimpinone o La dominante camarera). La obra está descrita como un Lustiges Zwischenspiel ("intermezzo cómico") en tres partes. Telemann retoma el libreto que musicó Tommaso Albinoni casi veinte años antes, a través de una versión en alemán para los recitativos, conservando para las arias el texto en italiano. Pimpinone tuvo mucho éxito y marcó el camino que seguirían intermedios posteriores, en particular La serva padrona de Giovanni Battista Pergolesi. 
Esta ópera rara vez se representa en la actualidad; en las estadísticas de Operabase aparece con sólo 6 representaciones en el período 2005-2010, siendo la 1.ª de Telemann.

## Personajes
| Papel     | Tesitura | Reparto en el estreno 27 de septiembre de 1725 |
| --------- | -------- | ---------------------------------------------- |
| Pimpinone | Bajo     | Johann Gottfried Riemschneider                 |
| Vespetta  | Soprano  | Margaretha Susanna Kayser                      |

## Trama
Vespetta la camarera se gana la confianza de su jefe, el viejo Pimpinone, para que se case con ella. Una vez que están casados, su naturaleza mordaz (el nombre Vespetta significa "pequeña avispa") y domina completamente a su marido.

## Grabaciones
- Pimpinone Mechtild Bach, Michael Schopper, La Stagione, dirigido por Michael Schneider (Deutsche Harmonia Mundi, 1993)
- Pimpinone oder Die ungleiche Heirat Erna Roscher, Reiner Süss, Staatskapelle de Berlín, dirigido por Helmut Koch (Berlin Classics)

## Licencia
- Esta obra contiene una traducción  derivada de «Pimpinone» de Wikipedia en inglés, publicada por sus editores bajo la Licencia de documentación libre de GNU y la Licencia Creative Commons Atribución-CompartirIgual 4.0 Internacional.